# Liliane Giraudon
Pour les articles homonymes, voir Giraudon.
 (janvier 2021).
Liliane Giraudon est une femme de lettres française, née le 13 avril 1946. Depuis plusieurs années, elle habite à Marseille. Ses œuvres sont essentiellement composées à partir d'une écriture poétique et prosodique. Parmi elles, on trouve des lectures publiques, des adaptations de textes pour le théâtre, une écriture collective et de la traduction. Plus tard, elle devient co-créatrice et co-directrice de nombreuses revues poétiques. Elle développe également un attrait pour le dessin numérique.

## Œuvres et carrière
Depuis le début de sa carrière, Liliane Giraudon a publié une quarantaine d'œuvre. Dès 1984, elle est accompagnée et soutenue par l'éditeur français Paul Otchakovsky-Laurens qui publie son œuvre La Réserve aux Éditions P.O.L.   
Dans le travail de l'écrivaine on a pu trouver une diversité d'angles littéraires qui la rend difficilement classable. De plus, Liliane Giraudon a une volonté d'écrire « dans les marges » notamment dans ses poèmes contemporains qu'elle définit comme une « sous-catégorie de la sous-classe ». Cependant, ses œuvres sont utilisées parfois par des enseignants pour développer des axes littéraires. Par exemple, lors d'un colloque organisé à l'université Paris 8, en 2018, de nombreux aspects ont été abordés par des professeurs, en lien avec son œuvre : le jeu avec les genres littéraires ; le champ poétique contemporain ; la poésie-reportage ; l'écriture du corps ; l'écriture de la sexualité ; les rapports aux arts visuels ; la création collective ; l'importance du travail de revuiste ; le rapport à la littérature étrangère et la traduction.   

## Revues et direction d'ouvrages
Entre les années 1980 et 1990 l'écrivaine est cofondatrice de la revue Banana Split (27 numéros) et de la revue If avec Jean-Charles Depaule, Henri Deluy et le poète Jean-Jacques Viton.
Elle devient également membre des revues Action poétique, Impressions du sud, La Nouvelle B.S et de l'atelier de traduction Les Comptoirs de la Nouvelle B.S.
Dans les années 1990, Liliane Giraudon a co-dirigé, avec Henri Deluy, la réalisation de l'anthologie Poésies en France depuis 1960 : 29 femmes (Paris, Editions Stock, coll. Versus, 1994, 265p,  (ISBN 978-2-234-04352-7). 

## Engagement militant
En mai 2018, Liliane Giraudon est signataire d’une pétition en collaboration avec des personnalités issues du monde de la culture pour boycotter la saison culturelle croisée « France-Israël », qui selon l'objet de la pétition sert de « vitrine » à l'État d'Israël au détriment du peuple palestinien.

## Œuvres
- Têtes ravagées : une fresque, Nîmes, La Répétition, 1978
- Je marche ou je m’endors, Paris, Hachette/P.O.L, 1982, 151 p. (ISBN 978-2-01-008089-0)
- La Réserve, Paris, P.O.L, 1984, 154 p. (ISBN 978-2-86744-029-8)
- Quel jour sommes-nous ?, Nœux-les-Mines, Éditions Ecbolade, 1985, avec un polaroïd de l’auteur
- La Nuit, Paris, P.O.L, 1986, 80 p. (ISBN 978-2-86744-073-1)
- V, La Souterraine, Éditions la Main courante, 1987, 6 vignettes de N. Balestrini
- Divagation des chiens, Paris, P.O.L, 1988, 179 p. (ISBN 978-2-86744-123-3)
- Pallaksch, Pallaksch, Paris, P.O.L, 1990, 123 p.  (ISBN 978-2-86744-181-3), prix Maupassant 1990
- Fur : nouvelles, Paris, P.O.L, 1992, 106 p. (ISBN 978-2-86744-295-7)
- Les animaux font toujours l’amour de la même manière, Paris, P.O.L, 1995, 119 p. (ISBN 978-2-86744-469-2)
- Parking des filles, Paris, P.O.L, 1998, 154 p. (ISBN 978-2-86744-621-4)
- Anne n’est pas Suzanne, La Souterraine, Éditions la Main courante, 1998, 25 p. (ISBN 978-2-905280-83-1)
- Homobiographie, Paris, Éditions Farrago, 2000, 63 p. (ISBN 978-2-84490-024-1)
- Sker : homobiographie, Paris, P.O.L, 2002, 138 p. (ISBN 978-2-86744-888-1)
- La Fiancée de Mahkno, Paris, P.O.L, 2004, 160 p. (ISBN 978-2-86744-997-0)
- L’Onanisme d’Hamlet, Clamart, France, Les Cahiers de la Seine, 2004, 20 p.
- Carnet de nuit à Reykjavik, Marseille, France, Éditions Fidel Anthelme X, 2004
- Greffe de spectres, Paris, P.O.L, 2005, 128 p. (ISBN 978-2-84682-079-0)
- Les talibans n'aiment pas la fiction : carnet afghan, Paris, Éditions Inventaire-Invention, 2005, 40 p. (ISBN 978-2-914412-42-1)
- Mes bien-aimé(e)s, Paris, dessins de Christophe Chemin, Éditions Inventaire-Invention, 2007, 104 p. (ISBN 978-2-914412-61-2)
- La Poétesse : homobiographie, Paris, P.O.L, 2009, 128 p. (ISBN 978-2-84682-302-9)
- Biogres. Montaigne, Montesquieu, Mauriac, Coutras/ Bordeaux, coéd. Permanences de la littérature/Centre François Mauriac de Malagar, 2009, 58 p. (ISBN 978-2-9535520-0-3)
- La Vraie Vie d'Angeline Chabert, Barjols, éditions Plaine Page, 2009, 8 p. (ISBN 978-2-910775-23-0 et 2-910775-23-2)
- L'Omelette rouge : mélodrame, Paris, P.O.L, 2011, 112 p. (ISBN 978-2-8180-1361-8)
- Les Pénétrables, Paris, P.O.L, 2012, 620 p.  (ISBN 978-2-8180-1646-6)
- Madame Himself, Paris, P.O.L, 2013, 96 p.  (ISBN 978-2-8180-1906-1)
- La sphinge mange cru, images de Fabienne Létang, Marseille, Éditions Al Dante, 2013, 43 p.  (ISBN 978-2-84761-781-8)
- Le Garçon cousu, Paris, P.O.L, 2014, 120 p.  (ISBN 978-2-8180-2159-0)

- Prix Maïse Ploquin-Caunan 2015 de l’Académie française
- L’amour est plus froid que le lac, Paris, P.O.L, 2016, 112 p.  (ISBN 978-28180-4123-9)
- Le Travail de la viande, Paris, P.O.L, 2019
- Polyphonie Penthésilée, Paris, P.O.L, 2021, 114 p.  (ISBN 978-2-8180-5339-3)
- Une femme morte n'écrit pas, Les presses du réel/Al Dante, 2023

### Écriture collective
- Some postcards about C.R.J. and other cards, Marseille, avec Jean-Jacques Viton, Éditions Spectres familiers, 1982, livret boîte à rythmes
- Malmousque, Ivry-sur-Seine, avec Fred Deluy, Action poétique/Parcelle, 1996
- Benjamin/Baudelaire/Marseille, avec Jean-Jacques Ceccarelli et P. Box,  Cornaway, 1997
- Poème pour la main gauche, La Souterraine, avec Jean-Jacques Viton, Éditions la Main courante, 1999, 15 p. (ISBN 978-2-913919-00-6)
- Marquise vos beaux yeux, Lyon, avec Michelle Grangaud, Josée Lapeyrère, Anne Portugal, Éditions le Bleu du ciel, 2005, 122 p. (ISBN 978-2-915232-25-7)
- Pour Walter Benjamin, avec Jean-Jacques Ceccarelli, in Les Yeux Fertiles, Suite Paul Eluard depuis 1989, collection du MAC/VAL Musée d'art contemporain du Val de Marne, Philippe Moncel, éditions cercle d'art, Paris, 2005
- Vous mettrez ça sur la note, Marseille, avec Bernard Plasse et Jean-Jacques Viton, Éditions Diem Perdidi, 2009, 85 p. (ISBN 978-2-9534544-0-6)
- A3, Ivry-sur-Seine, avec Fred Deluy et Jean-Jacques Viton, Action poétique, 2009, 64 p. (ISBN 978-2-85463-194-4)
- Histoire d'ail[6], avec Xavier Girard, Paris, éditions Argol, 2013  (ISBN 978-2-915978-86-5)

### Théâtre
- ACTE Vegas, transposition de La Mouette de Tchekhov, 2010[7]

### Collectif
- Collectif, Écrire mai 68, 2008 (ISBN 978-2-915978-36-0)